# Forêt nationale de Cleveland
La forêt nationale de Cleveland est une forêt fédérale protégée de Californie (États-Unis).
Elle a été créée le 1er juillet 1908 par Théodore Roosevelt et est nommée d'après Grover Cleveland.